# Danny Drinkwater
Daniel Noel Drinkwater (Manchester, 5 marzo 1990) è un ex calciatore inglese, di ruolo centrocampista.

## Biografia
Nell'aprile 2019 Drinkwater è stato accusato di guida in stato di ebbrezza dopo aver schiantato la sua automobile contro un muro a Mere, nel Cheshire. C'erano altri due passeggeri in macchina al momento dell'incidente, che hanno riportato delle lesioni lievi. Il 13 maggio Drinkwater è comparso davanti al tribunale di Stockport, dove si è dichiarato colpevole di guida in stato di ebbrezza e ha ricevuto un divieto di guida di 20 mesi.
Il 7 settembre 2019 è stato aggredito e percosso violentemente da un gruppo di sei persone fuori dal Chinawhite club, un pub di Manchester. Le violenze, secondo la stampa, sarebbero avvenute successivamente al suo allontanamento dal locale, a causa di litigio con il difensore sudafricano del Barrow, Kgosi Ntlhe, alla cui fidanzata avrebbe rivolto apprezzamenti sgraditi, mentre era in stato di alterazione alcolemica.
Attualmente Drinkwater lavora come operaio e ha dichiarato di essere in cura da uno psicologo per cercare di superare i suoi problemi con l'alcool e mentali.

## Caratteristiche tecniche
È un centrocampista centrale abile negli inserimenti nell'area avversaria e nei passaggi filtranti, con i quali riesce a fornire molti assist.

## Carriera

### Club

#### Gli esordi
Cresce calcisticamente nelle giovanili del Manchester United per poi passare in prestito nella stagione 2009-2010 al Huddersfield Town dove gioca in Football League One. Nell'estate 2010 passa al Cardiff City, dove milita per sei mesi in Championship. Nel gennaio 2011 si trasferisce per altri sei mesi al Watford, sempre in Championship, proseguendo e finendo la stagione. Nell'agosto 2011 viene girato in prestito al Barnsley, in Championship dove ci rimane per qualche mese segnando anche una rete.

#### Leicester City
Il 20 gennaio 2012 viene acquistato definitivamente dal Leicester City, squadra militante nella Championship, diventando col tempo titolare e un giocatore importante nel centrocampo dei Foxes. Nel giugno 2014 dopo la promozione in Premier League grazie alla vittoria della Football League Championship 2013-2014, rinnova per altri quattro anni il suo contratto. La stagione seguente trova la salvezza con il club grazie alle ottime prestazioni collettive nel finale di campionato.
Nella meravigliosa stagione 2015-2016 il nuovo allenatore Claudio Ranieri gli affida le chiavi del centrocampo e Drinkwater fornisce ottime prestazioni, grazie anche al lavoro in fase di interdizione del nuovo compagno N'Golo Kanté. Il 23 gennaio 2016 trova il primo gol stagionale nella vittoria 3-0 contro lo Stoke City al Leicester City Stadium. Il 2 maggio grazie al pareggio per 2-2 del Tottenham secondo in classifica contro il Chelsea, che segue il pareggio del giorno prima dei Foxes contro il Manchester United per 1-1, si laurea campione d'Inghilterra 2015-2016 con il Leicester City.

#### Chelsea, vari prestiti e ritiro
Il 31 agosto 2017 si trasferisce per circa 37 milioni di sterline al Chelsea di Antonio Conte, andando a ricomporre la coppia di centrocampo con Kanté che portò al successo il Leicester due anni prima. Il trasferimento è avvenuto per una somma di 35 milioni di sterline. A causa di un infortunio alla coscia si ritrova ad esordire con i londinesi solo il 25 ottobre, giocando da titolare la gara contro l'Everton valida per gli ottavi di finale di Carabao Cup. Il mese successivo fa il proprio debutto da titolare con i Blues, nel pareggio esterno contro il Liverpool. Il 30 dicembre segna la sua unica rete con i londinesi, nel successo 5-0 contro lo Stoke City. Termina la sua prima stagione con 22 presenze e una marcatura.
Nella successiva stagione 2018-2019, però, con l'arrivo sulla panchina dei Blues di Maurizio Sarri, Drinkwater viene escluso dalle rotazioni, poiché considerato da Sarri non adatto allo schema da lui utilizzato.
L'8 agosto 2019 si trasferisce al Burnley con la formula del prestito semestrale. Esordisce con i Clarets il successivo 28 agosto, nella sconfitta casalinga contro il Sunderland valida per il terzo turno di Coppa di Lega. Tre giorni dopo il giocatore viene coinvolto in una rissa al di fuori di una discoteca, riportando varie lesioni che lo tennero fuori dal campo per due settimane. Tuttavia, il 3 dicembre fa il suo debutto ufficiale in campionato, nel match perso per 4-1 contro il Manchester City. Dato il suo scarso impiego, il 3 gennaio 2020 il prestito viene interrotto.
Tornato inizialmente al Chelsea, il 7 gennaio 2020 viene ceduto nuovamente in prestito, questa volta all'Aston Villa. Cinque giorni dopo debutta con i Villans, nella rocambolesca sconfitta casalinga contro il Manchester City (1-6). L'11 marzo, Drinkwater viene cacciato dal campo d'allenamento a causa di un alterco con il centrocampista spagnolo Jota, dovuto probabilmente a causa di una testata inflittagli da parte dell'inglese. In seguito a questo episodio il giocatore non verrà mai più utilizzato, terminando di fatto la propria esperienza con sole 4 presenze e 263 minuti totali giocati.
Rientrato a Londra, si ritrova escluso dal piano tecnico del Chelsea, venendo ceduto ancora una volta in prestito nel gennaio 2021, questa volta al Kasımpaşa. Esordisce con i turchi il 28 febbraio 2021, in un match contro il Göztepe. Termina il suo semestre collezionando 11 presenze totali in campionato.
Il 30 agosto 2021 viene ceduto in prestito al Reading. Esordisce con il club il 18 settembre seguente, nella vittoria esterna contro il Fulham. Il 27 novembre segna la sua prima ed unica rete, nel successo in trasferta contro lo Swansea City (2-3). Il 10 giugno 2022 il Chelsea ha annunciato che il contratto del giocatore non sarebbe stato rinnovato, e che sarebbe rimasto svincolato.
Il 30 ottobre 2023, dopo oltre un anno trascorso da svincolato, annuncia il ritiro dal calcio giocato all'età di 33 anni.

### Nazionale
Dopo aver giocato per le nazionali inglesi Under-18 e Under-19, il 17 marzo 2016 viene convocato per la prima volta in assoluto, nella nazionale inglese dal CT Hodgson, per le partite amichevoli di fine marzo, rispettivamente contro Germania e Paesi Bassi. Il 29 marzo fa il suo esordio con la nazionale, giocando come titolare nell'amichevole di Wembley contro gli Orange. Il 16 maggio viene incluso nella lista provvisoria dei 26 convocati per l'Europeo 2016, ma in seguito venne escluso dai definitivi 23 nomi in favore di Jack Wilshere dell'Arsenal.

## Statistiche

### Presenze e reti nei club
| Stagione              | Squadra               | Campionato            | Campionato | Campionato | Coppe nazionali | Coppe nazionali | Coppe nazionali | Coppe continentali | Coppe continentali | Coppe continentali | Altre coppe | Altre coppe | Altre coppe | Totale | Totale |
| Stagione              | Squadra               | Comp                  | Pres       | Reti       | Comp            | Pres            | Reti            | Comp               | Pres               | Reti               | Comp        | Pres        | Reti        | Pres   | Reti   |
| --------------------- | --------------------- | --------------------- | ---------- | ---------- | --------------- | --------------- | --------------- | ------------------ | ------------------ | ------------------ | ----------- | ----------- | ----------- | ------ | ------ |
| 2008-2009             | Manchester Utd        | PL                    | 0          | 0          | FACup+CdL       | 0               | 0               | UCL                | 0                  | 0                  | CS          | 0           | 0           | 0      | 0      |
| 2009-2010             | Huddersfield Town     | FL1                   | 33+2       | 2+0        | FACup+CdL       | 1+1             | 0               | -                  | -                  | -                  | -           | -           | -           | 37     | 2      |
| 2010-gen. 2011        | Cardiff City          | FLC                   | 9          | 0          | FACup+CdL       | 1+2             | 0               | -                  | -                  | -                  | -           | -           | -           | 12     | 0      |
| gen.-giu. 2011        | Watford               | FLC                   | 12         | 0          | FACup+CdL       | 2+2             | 0+1             | -                  | -                  | -                  | -           | -           | -           | 16     | 1      |
| 2011-gen. 2012        | Barnsley              | FLC                   | 17         | 1          | FACup+CdL       | 1+0             | 0               | -                  | -                  | -                  |             | -           | -           | 18     | 1      |
| gen.-giu. 2012        | Leicester City        | FLC                   | 19         | 2          | FACup+CdL       | 0+0             | 0               | -                  | -                  | -                  | -           | -           | -           | 19     | 2      |
| 2012-2013             | Leicester City        | FLC                   | 42+2       | 1+0        | FACup+CdL       | 1+1             | 0               | -                  | -                  | -                  | -           | -           | -           | 46     | 1      |
| 2013-2014             | Leicester City        | FLC                   | 45         | 7          | FACup+CdL       | 0+4             | 1               | -                  | -                  | -                  | -           | -           | -           | 49     | 8      |
| 2014-2015             | Leicester City        | PL                    | 23         | 0          | FACup+CdL       | 1+0             | 0               | -                  | -                  | -                  | -           | -           | -           | 24     | 0      |
| 2015-2016             | Leicester City        | PL                    | 35         | 2          | FACup+CdL       | 1+1             | 0               | -                  | -                  | -                  | -           | -           | -           | 37     | 2      |
| 2016-2017             | Leicester City        | PL                    | 29         | 1          | FACup+CdL       | 2+1             | 0               | UCL                | 10                 | 0                  | CS          | 1           | 0           | 43     | 1      |
| Totale Leicester City | Totale Leicester City | Totale Leicester City | 193+2      | 13+0       |                 | 12              | 1               |                    | 10                 | 0                  |             | 1           | 0           | 218    | 14     |
| 2017-2018             | Chelsea               | PL                    | 12         | 1          | FACup+CdL       | 4+3             | 0               | UCL                | 3                  | 0                  | CS          | 0           | 0           | 22     | 1      |
| 2018-2019             | Chelsea               | PL                    | 0          | 0          | FACup+CdL       | 0+0             | 0               | UEL                | 0                  | 0                  | CS          | 1           | 0           | 1      | 0      |
| 2019-gen. 2020        | Burnley               | PL                    | 1          | 0          | FACup+CdL       | 0+1             | 0               | -                  | -                  | -                  | -           | -           | -           | 2      | 0      |
| gen.-giu. 2020        | Aston Villa           | PL                    | 4          | 0          | FACup+CdL       | 0+0             | 0               | -                  | -                  | -                  | -           | -           | -           | 4      | 0      |
| 2020-gen. 2021        | Chelsea               | PL                    | 0          | 0          | FACup+CdL       | 0+0             | 0               | UCL                | 0                  | 0                  | -           | -           | -           | 0      | 0      |
| Totale Chelsea        | Totale Chelsea        | Totale Chelsea        | 12         | 1          |                 | 7               | 0               |                    | 3                  | 0                  |             | 1           | 0           | 23     | 0      |
| gen.-giu. 2021        | Kasımpaşa             | SL                    | 11         | 0          | CT              | 0               | 0               | -                  | -                  | -                  | -           | -           | -           | 11     | 0      |
| 2021-2022             | Reading               | FLC                   | 33         | 1          | FACup+CdL       | 1+0             | 0               | -                  | -                  | -                  | -           | -           | -           | 34     | 1      |
| Totale carriera       | Totale carriera       | Totale carriera       | 319        | 18         |                 | 31              | 2               |                    | 13                 | 0                  |             | 1           | 0           | 364    | 20     |

### Cronologia presenze e reti in nazionale
| Cronologia completa delle presenze e delle reti in nazionale ― Inghilterra | Cronologia completa delle presenze e delle reti in nazionale ― Inghilterra | Cronologia completa delle presenze e delle reti in nazionale ― Inghilterra | Cronologia completa delle presenze e delle reti in nazionale ― Inghilterra | Cronologia completa delle presenze e delle reti in nazionale ― Inghilterra | Cronologia completa delle presenze e delle reti in nazionale ― Inghilterra | Cronologia completa delle presenze e delle reti in nazionale ― Inghilterra | Cronologia completa delle presenze e delle reti in nazionale ― Inghilterra |
| Data                                                                       | Città                                                                      | In casa                                                                    | Risultato                                                                  | Ospiti                                                                     | Competizione                                                               | Reti                                                                       | Note                                                                       |
| -------------------------------------------------------------------------- | -------------------------------------------------------------------------- | -------------------------------------------------------------------------- | -------------------------------------------------------------------------- | -------------------------------------------------------------------------- | -------------------------------------------------------------------------- | -------------------------------------------------------------------------- | -------------------------------------------------------------------------- |
| 29-3-2016                                                                  | Londra                                                                     | Inghilterra                                                                | 1 – 2                                                                      | Paesi Bassi                                                                | Amichevole                                                                 | -                                                                          | 84’                                                                        |
| 22-5-2016                                                                  | Manchester                                                                 | Inghilterra                                                                | 2 – 1                                                                      | Turchia                                                                    | Amichevole                                                                 | -                                                                          | 73’                                                                        |
| 27-5-2016                                                                  | Sunderland                                                                 | Inghilterra                                                                | 2 – 1                                                                      | Australia                                                                  | Amichevole                                                                 | -                                                                          |                                                                            |
| Totale                                                                     |                                                                            | Presenze                                                                   | 3                                                                          |                                                                            | Reti                                                                       | 0                                                                          |                                                                            |

## Palmarès
- Campionato inglese di seconda divisione: 1

Leicester City: 2013-2014
- Campionato inglese: 1

Leicester City: 2015-2016
- Coppa d'Inghilterra: 1

Chelsea: 2017-2018